# 1557년

## 연호
- 명(明) 가정(嘉靖) 36년
- 일본(日本) 고지(弘治) 3년
- 후 레 왕조(後黎朝) 티엔흐우(天祐) 원년
- 막 왕조(莫朝) 꽝바오(光寶) 3년

## 기년
- 류큐(琉球) 쇼겐왕(尚元王) 2년
- 명(明) 세종 가정제(世宗 嘉靖帝) 36년
- 조선(朝鮮) 명종(明宗) 12년
- 후 레 왕조(後黎朝) 영종(英宗) 원년
- 막 왕조(莫朝) 선종(宣宗) 11년

## 사건
- 포르투갈인이 명나라 광동 지방 정부에게서 마카오 거주권을 획득하여 중국에 처음으로 유럽인이 들어오는 계기가 되었다.

## 탄생
- 2월 24일 - 신성 로마 제국 황제이자 헝가리와 보헤미아의 왕 마티아스.

## 사망
- 4월 9일 - 핀란드의 성직자 미카엘 아그리콜라
- 음력 12월 7일 - 조선 11대 국왕 중종의 정비 단경왕후
- 12월 13일 - 이탈리아 수학자 니콜로 타르탈리아